# Опатовце
Опатовце (слч. Opatovce) насељено је мјесто са административним статусом сеоске општине (слч. obec) у округу Тренчин, у Тренчинском крају, Словачка Република.

## Становништво
| Година:    | 1994. | 2004.   | 2014.   | 2024.   |
| ---------- | ----- | ------- | ------- | ------- |
| Број људи: | 407   | 395     | 401     | 433     |
| Разлика:   |       | -2,94 % | +1,51 % | +7,98 % |

| Година:    | 2023. | 2024.   |
| ---------- | ----- | ------- |
| Број људи: | 432   | 433     |
| Разлика:   |       | +0,23 % |

Према подацима о броју становника из 2024. године насеље је имало 433 становника.